# Torópets
Torópets (en ruso: Торо́пец) es una ciudad rusa, capital del raión homónimo en la óblast de Tver. Está situada al oeste de las colinas de Valdáy, donde el río Toropa desemboca en el lago Solómennoye, cerca del nacimiento del río Volga. Población: 17 510 (1989); 14 600 (2002); 13 033 (2010).

## Historia
La ciudad fue mencionada por primera vez en las crónicas del año 1074. En esa época pertenecía a la corona del príncipe de la ciudad de Smolensk, entrando en la región de la dicha ciudad. En el 1167, pasó a tener su propio príncipe. El más famoso de sus mandatarios fue Mstislav el Valiente, su nieto, Alejandro Nevski, desposó a Aleksandra Brachislavna de Pólotsk en Toropets en 1239.
A mediados del siglo XV la ciudad pasó al Gran Ducado de Lituania, que tuvo que entregarla a Iván III en la Batalla de Vedrosha en el 1503. A principios del siglo XVII, la ciudad fue saqueada por el ejército polaco. En el 1777, Torópets se convirtió en parte de la gobernación de Pskov.
La autoridad soviética en Toropets fue establecida el 30 de octubre de 1917. En 1935, la ciudad fue incluida dentro del óblast de Kalinin (actualmente óblast de Tver). La ciudad fue ocupada por la Wehrmacht desde el 29 de agosto de 1941, hasta el 21 de enero de 1942, cuando fue liberada durante la operación Toropets-Jolm.
Las más antiguas iglesias de ladrillo de la ciudad están dedicadas a San Nicolás (1666-1669), Nuestra Señora de Kazán (1698-1765) y Juan el Bautista (1704.